# Dalmatovo
Dalmatovo (ryska Далматово) är en stad i Kurgan oblast i Ryssland. Staden ligger ungefär 190 kilometer nordväst om Kurgan. Folkmängden uppgår till cirka 13 000 invånare.

## Historia
Orten grundades 1644 och fick senare namnet Dalmatovskoje (ryska Далматовское). 1781 fick orten stadsrättigheter under det nuvarande namnet Dalmatovo. De drogs tillbaka 1797 och återfick sedan 1947.